# Microgadus proximus
A Microgadus proximus a csontos halak (Osteichthyes) főosztályának a sugarasúszójú halak (Actinopterygii) osztályába, ezen belül a tőkehalalakúak (Gadiformes) rendjébe és a tőkehalfélék (Gadidae) családjába tartozó faj.
A Microgadus halnem típusfaja.

## Előfordulása
A Microgadus proximus elterjedési területe a Bering-tenger délkeleti és a Csendes-óceán keleti részétől, egészen Kalifornia középső részéig húzódik.

## Megjelenése
Ez a hal legfeljebb 30,5 centiméter hosszúra nő meg. Háti része olivazöld, oldalai világosak, úszóinak szegélye szürkés.

## Életmódja
Ez a tőkehal megél a sós- és brakkvízben is. 275 méteres mélységbe is leúszik, azonban általában, csak 25-120 méteres mélységben tartózkodik. A homokos tengerfenéket kedveli. A fiatal példányok, nyáron és ősszel a sekély vízeket keresik, míg a felnőttek a mélyebb részeket részesítik előnyben. Tápláléka krill, ászkarákok (Isopoda), csigák, kagylók és halak. A Microgadus proximus sok nagyobb halnak táplálékául szolgál.

## Felhasználása
A Microgadus proximust csak kisebb mértékben halásszák. Inkább a sporthorgászok kedvelik.